# Léonce Perret
Léonce Perret (Niort, Francia, 14 de marzo de 1880 - París, Francia, 12 de agosto de 1935), actor y director además de guionista, realizador y productor de películas francesas.
Léonce Perret debuta como actor en el teatro, después en el cine, convirtiéndose en realizador de numerosos cortometrajes lo que le proporciona poco a poco una fuerte presencia en el panorama cinematográfico francés. A menudo descrito como un vanguardista por su manera de realizar sus películas, supo aportar al cine francés nuevas técnicas de encuadre, de utilización de la luz y de acompañamiento musical.
Fue figura emblemática de la sociedad Gaumont hasta 1917. Se exilia a los Estados Unidos donde aporta sus conocimientos y adquiriendo al mismo tiempo una gran experiencia. Es en suelo estadounidense donde comienza a producir alguna de sus películas entre las que destaca Lest we forget (N'oublions jamais) de 1918, obra propagandística francesa que da al mundo el espectáculo de una Francia heroica y herida.
Más tarde de vuelta en Francia, realiza en 1923 Kœnigsmark que le permite adquirir cierta notoriedad en el contexto cinematográfico. En 1925, su película Madame Sans-Gêne, adaptación de la obra de teatro homónima, constituye la primera coproducción franco-estadounidense. Descubridor de nuevos talentos, Léonce Perret colaboró con numerosas estrellas francesas y estadounidense de su época como Abel Gance, Gloria Swanson, Gaby Morlay, Arletty, Suzanne Grandais, Mae Murray o Huguette Duflos.

## Filmografía
Una filmografía de Léonce Perret es prácticamente imposible, puesto que participó como actor, guionista, productor o director en más de 400 películas. Las copias se encuentran principalmente en la Filmoteca Gaumont, en la Filmoteca Francesa, en los archivos de cine del Centro Nacional de Cinematografía y en algunas filmotecas europeas como el Museo de Cine Neerlandés (Nederlands Filmmuseum) en Ámsterdam.

### Actor
1909
| - Judith et Holopherne/Judith y Holofernes; de Louis Feuillade - Le Miroir magique/El espejo mágico; de Louis Feuillade - Le Voile des nymphes/El vuelo de las ninfas; de Louis Feuillade - La Fiancée du batelier/La confianza del batelero; de Louis Feuillade - Au temps de la chouannerie/En los tiempos de la chouannerie; de Louis Feuillade - Le Bon samaritain/El buen samaritano; (película de Louis Feuillade) | - André Chénier de Étienne Arnaud - La Légende de Daphné/La leyenda de Dafne, de Louis Feuillade - Le Festin de Balthazar/El festín de Baltazar; de Louis Feuillade - Molière (1909) - Monsieur Prud’homme fait faire sa statue/El Señor Prud'homme hace hacer su estatua - Le Portrait de Mireille |

1910
| - Monsieur Prud’homme s’émancipe : Monsieur Prud’homme (papel interpretado por Léonce Perret) - Jour d’échéance : El pintor Duvaldy - Esther (película de Louis Feuillade) | - La Fille de Jephté - Le Vertige : Doctor Ménart |

1911
| - La Peau de l’ours : Henry Dorlandy - Fidèle (película de Léonce Perret) - L’Orgie romaine (A Roman Orgy) - Le Mariage de Zanetto : Monseigneur Le Duc - Le Fils de la Sunamite - L’Étendard - L’Automne du cœur : Vanesco - Mariage par le cinématographe o Un mariage par le cinéma : Harry Bull - Eugène amoureux | - Titine et Totor : Totor, el fontanero - Dans la vie - Monsieur Prud’homme joue la comédie : Monsieur Prud’homme - L’Âme du violon - André Chénier (película 1911) - Les Béquilles : Le directeur - La Cure de solitude : Louis de Beauchamp - Le Haleur : Le haleur - Le Moïse du moulin : Julien |

1912
| - Plus fort que la haine - Le Chrysanthème rouge : Un pretendiente - La Dette d’honneur - Marget et Benedict - Mystère des roches de Kador : Comte Fernand de Kéranic - Nanine, femme d’artiste : Pierre Voisel - Le Mariage de minuit - Main de fer contre la bande aux gants blancs : El barón de Croze - Main de fer : Rizzio el espía y el duque de Loze | - L’Express matrimonial : Gontran - Un nuage - Léonce fait des gaffes : Léonce - Graziella la gitane : André Darnel - La Lumière et l’Amour : Roger Darbois - L’Espalier de la marquise : El marqués Roger de Cérigny - Un coq en pâte : Baron de Barsac - La Rançon du bonheur : Lugarteniente Jacques Mareuil |

1913
| - Léonce voyage - Léonce et la bouillotte - Léonce à la campagne - Main de fer et l’évasion du forçat de Croze : El presidiario de Croze - Léonce en voyage de noces - Léonce en ménage - Les Épingles : Léonce - Un cœur de poupée : Léonce - Léonce et les écrevisses - Léonce flirte - Léonce veut divorcer - Léonce pot-au-feu - Léonce célibataire - Léonce fait du reportage - Léonce et Toto - Léonce veut maigrir | - Léonce et sa tante - Léonce et son conseil judiciaire - Léonce papillonne - Léonce et Poupette - L’Apollon des roches noires - Le Homard : Léonce - L’Enfant de Paris : Léonce - Les Bretelles : Léonce - Léonce cinématographiste - Le Collier de Nini Pinson : Ferryboat - Les Fiancés de l’air : Jacques Mareuil - La Belle-mère de Léonce - Léonce aime les morilles - Léonce au château d’If - L’Ange de la maison : Léonce - Léonce a des rhumatismes |

1914
| - Léonce n’est pas frileux - Léonce aux bains de mer - Léonce et les poissons rouges - Léonce a le mal de mer - Léonce a le mal d’amour | - Léonce aime les petits pieds - Léonce l’est-il ? - Son excellence - Léonce veut se suicider - La Voix de la patrie : Capitán Paul d’Airvault |

1915
| - Léonce et le bain du préfet - Léonce flûtiste - L’Autre devoir : Léonce | - Léonce papa - Léonce jardinier - Léonce aime les Belges |

1916
| - Léonce s’émancipe - Léonce poète - Je le suis : Léonce | - C’est pour les orphelines - Léonce en vacances - Les 2000 blondes du Père Dubreuil |

### Director
1909
| - Molière (1909) (rodada en Berlín) - Pourquoi la guerre? (rodada en Berlín) - Le bon juge (rodada en Berlín) - Le berceau (rodada en Berlín) - Vers l’immortalité (rodada en Berlín) - Fanfan, le petit grenadier (rodada en Berlín) - Noël d’artiste - Le lys d’or | - Le truc de l’antiquaire - L’échafaudage - La lettre au petit Jésus - Monsieur Prud’homme fait faire sa statue - Le Portrait de Mireille - Le Mystère du château des roches noires - La Tournée des grands ducs |

1910
| - Monsieur Prud’homme s’émancipe - La Fille de Jephté - Le Vertige - Les Lettres - Mam’zelle Figaro - Ménages parisiens - L’Alibi (1910) - Le Bon exemple - Le Noël de grand-mère - Le Soupçon - Le Cœur n’a pas d’âge - L’Absente - Le Cousin de Cendrillon - Les Martigues - Les Deux douleurs - Les Deux hommes - L’Escapade de Bob - L’Amour guette - Le Baiser du pâtre - Les Lacs italiens | - Le Rendez-vous - Le Sacrifice d’Yvonne - Lorsque l’enfant paraît - Le Bon juge - L’Ambition d’Agénor le Chauve - Bonne année - Le Bon Samaritain - Le Cheveu blanc - Le Crime du grand-père - L’Emmurée des Balkans - La Garde-barrière - Le Gardian de Camargue o Gardian de la Camargue - Le Jeu des amoureux - Jeunesse (película de Léonce Perret) - Mimosa (película de Léonce Perret) - Petite mère - Le Portrait ovale - La Sacrifiée - La Visite du pasteur |

1911
| - La Peau de l’ours - Fidèle (película de Léonce Perret) - L’Étendard - L’Automne du cœur - Mariage par le cinématographe o Un mariage par le cinéma - Eugène amoureux - Titine et Totor - Dans la vie - Monsieur Prud’homme joue la comédie - L’Âme du violon - Les Béquilles - La Cure de solitude - Le Haleur - Le Moïse du moulin - Le Mauvais berger - L’Amour qui tue - Les Bords de la Meuse - Les Cascatelles du Houyoux o Rives et cascatelles du Houyoux - Bacchus et Cupidon - La Petite Béarnaise - Le premier pas (película de Léonce Perret) - Tu t’en iras, jeunesse - La Mine en feu o Le Feu à la mine - L’innocent (película de Léonce Perret) - La Lettre de Zézette - La Rose bleue - Nuit tragique | - Cupidon aux manœuvres - Le Trafiquant - L’Ermite o La Paix du vieil ermite - Comment on les prend - La Pensée de l’enfant - On ne joue pas avec le cœur - Comment on les garde - Amour et science - Le Bon jardinier - L’Oiseau blessé - Le Galant notaire - Ces bons cousins - L’Amour et l’argent - Les Deux huissiers - Le Galant commissaire - Gisèle part en pension - Papa printemps - Voyage en Saxe - Le lys brisé (película de Léonce Perret) - Dans la vie - La Paix du foyer - Séance de spiritisme - L’Attentat - Maternité (1911) o Cœur de mère - Gisèle, enfant terrible - Le Rival de Chérubin |

1912
| - Plus fort que la haine - Le Chrysanthème rouge - La Dette d’honneur - Marget et Benedict - Le Mystère des roches de Kador - Nanine, femme d’artiste - Le Mariage de minuit - Main de fer contre la bande aux gants blancs - Main de fer - L’Express matrimonial - Un nuage - Léonce fait des gaffes - Graziella la gitane - La Lumière et l’Amour - L’Espalier de la marquise - Un coq en pâte - La Rançon du bonheur - La Rochelle (película de Léonce Perret) - Les Blouses blanches - La Fille du margrave | - Le Cœur et l’Argent - Le Tourment - Cœur d’enfant - Manœuvres à bord d’un cuirassé - Manœuvres d’escadre - Le Mariage de Suzie - Le Mariage de Ketty - La Bonne hôtesse - Les Chandeliers - Une perle - Laquelle ? - La Visite du pasteur - La Lumière et l’amour - Les Lys - Le Lien - La Petite duchesse - La Conquête d’Aurélia - La Vie à bord d’un cuirassé - Le Béret - Une leçon d’amour (película de Léonce Perret) |

1913
| - Léonce voyage - Léonce et la bouillotte - Léonce à la campagne - Main de fer et l’évasion du forçat de Croze - Léonce en voyage de noces - Léonce en ménage - Les Épingles - Un cœur de poupée - Léonce et les écrevisses - Léonce flirte - Léonce veut divorcer - Léonce pot-au-feu - Léonce célibataire - Léonce fait du reportage - Léonce et Toto - Léonce veut maigrir - Léonce et sa tante - Léonce et son conseil judiciaire - Léonce papillonne - Léonce et Poupette - L’Apollon des roches noires | - Le Homard - L’Enfant de Paris - Les Bretelles - Léonce cinématographiste - Le Collier de Nini Pinson - Les Fiancés de l’air - La Belle-mère de Léonce - Léonce aime les morilles - Léonce au château d’If - L’Ange de la maison - Léonce a des rhumatismes - Quatre me suffiront - Au fond du gouffre - Les Audaces de cœur - Sur la voie - Par l’amour - La Force de l’argent - Le Champion du trombone - Les Dents de fer - La Dentellière (película de Léonce Perret) - Les Fiancés de l’air |

1914
| - Léonce n’est pas frileux - Léonce aux bains de mer - Léonce et les poissons rouges - Léonce a le mal de mer - Léonce a le mal d’amour - Léonce aime les petits pieds - Léonce l’est-il? - Son excellence - Léonce veut se suicider - La Voix de la patrie | - La Tourmente - Le Rachat du passé - Les roses de la vie (película de Léonce Perret) - La Bretagne pittoresque - Sur la côte d’argent - L’Aventure de Monsieur Smith - Le Roman d’un mousse - Fauves et bandits - Mort au champ d’honneur |

1915
| - Léonce et le bain du préfet - Léonce flûtiste - L’Autre devoir - Léonce papa - Léonce jardinier - Léonce aime les Belges - L’Autre devoir - Leur kultur - L’Heure du rêve | - Léonce flûtiste - Léonce papa - Françaises, veillez ! - France et Angleterre, for ever - Le Héros de l’Yser - Une page de gloire - Aimer, pleurer, mourir - L’Énigme de la Riviera - Tante Lolotte |

1916
| - Léonce s’émancipe - Léonce poète - Je le suis - C’est pour les orphelines - Léonce en vacances - Printemps du cœur - L’X noir - L’Empreinte du passé - Les Deux milles blondes du père Dubreuil - Debout les morts ! - Dernier amour - Notre pauvre cœur - Léonce s’émancipe - Les Mystères de l’ombre | - Les Poilus de la revanche - Le Roi de la montagne - Qui ? - Léonce poète - Je le suis - La Fiancée du diable - Un mariage de raison - Marraines de France - Le Retour du passé - Léonce en vacances - Les Bobines d’or - L’Angélus de la victoire - Les Armes de la femme - La Belle aux cheveux d’or |

1917
| - L’Esclave de Phidias - Devoir (película de Léonce Perret) - L’Imprévu | - La main du maître (The Silent Master, rodada en Estados Unidos) - Folie d’amour (The Mad Lover, rodada en Estados Unidos) |

1918 rodadas en Estados Unidos
| - Lune de miel imprévue (The Accidental Honeymoon) - N’oublions jamais (Lest We Forget) | - Princesse voilée (La Fayette, We Come) - Le million des sœurs jumelles (The Million Dollar Dollies) |

1919 rodadas en Estados Unidos
| - L’ABC de l’amour (A.B.C. Of Love) - L’Avidité (Twin pawns) | - Etoiles de gloire (The Unknown Love) - La Treizième chaise (The Thirteen Chair) |

1920 rodadas en Estados Unidos
| - Une Salomé moderne (A Modern Salomé) - L’Empire des diamants (Empire Of Diamonds) | - La flétrissure (Tarnished Reputations) - L’étreinte du passé (película de Léonce Perret) (Lifting Shadows) |

1921 rodada en Estados Unidos
| - Le Démon de la haine (The Money Maniac) |

1922
| - L’Écuyère |

1923
| - Kœnigsmark |

1924
| - Madame Sans-Gêne (1924) |

1926
| - La Femme nue |

1927
| - Printemps d’amour |

1928
| - La Danseuse Orchidée | - Morgane la sirène |

1929
| - La Possession (película de Léonce Perret) | - Poliche (Der nar Seiner Lieber) |

1930
| - Arthur (película de Léonce Perret) | - Quand nous étions deux (1930) |

1931
| - Après l’amour (película de Léonce Perret) | - Grains de beauté |

1932
| - Enlevez-moi |

1933
| - Il était une fois (película de Léonce Perret) |

1934
| - Sapho (película de Léonce Perret) | - Les Précieuses ridicules (película de Léonce Perret) |

1935
| - Les Deux couverts |

### Guionista
Léonce Perret escribió los guiones de la mayoría de sus películas. Sólo algunas películas anteriores a 1913, esto es de su época de aprendizaje, no fueron escritos por él sino que en su mayoría son obra de Louis Feuillade, su directos artístico en esta época; mientras que otros guiones de esta etapa se deben a Abel Gance, Étienne Arnaud y Marcel Lévesque, colegas suyos de la Sociedad Gaumont. De manera progresiva, a partir de 1911, Léonce Perret va obteniendo la confianza de la Sociedad Gaumont para dirigir sus propios guiones.
Más tarde, a partir de 1917, escribe muchos guiones basados en novelas, como Folie d'amour (1917), La treizième chaise (1919) o Kœnigsmark (1923). También colaboró en sus guiones con otros cineastas como Réné Champigny en Kœnigsmark o como el estadounidense Forrest Halsey en Madame Sans-Gêne.
En 1928, La Danseuse Orchidée es resultado del guion escrito por Jean-Joseph Renaud, siendo una de los escasísimas películas de postguerra en las que Léonce Perret no interviene en la escritura del guion.

### Productor
Léonce Perret fue productor de buena parte de sus películas a partir de su estancia en Estados Unidos, es decir desde 1917, fundando su propia productora Perret Picture Inc. La Fayette, we come y The unknown love de 1918, así como Twin Pawns o A.B.C. of love de 1919 son algunas de sus películas producidas en los Estados Unidos.
De vuelta a Francia, tendrá la oportunidad de producir varias películas con la sociedad Franco-Film (Morgane la Sirène y Printemps d'Amour de 1927, La Danseuse Orchidée, Poliche y La Possession de 1928, Quand nous étions deux de 1930, etc.)